# Eetu Nousiainen
Eetu Nousiainen (* 29. April 1997 in Kuopio) ist ein finnischer Skispringer.

## Werdegang
Eetu Nousiainen wurde in Kuopio geboren und startet für den Puijo Ski Club. Er debütierte am 14. und 15. August 2014 im Rahmen zweier Wettbewerb in Kuopio im FIS Cup, bei denen er die Plätze 46 und 34 belegte. Bei einer weiteren Wettbewerbsteilnahme am FIS Cup in Notodden im darauffolgenden Dezember erreichte Nousiainen mit den Plätzen sieben und zehn seiner ersten Top-10-Ergebnisse. Seitdem startet er regelmäßig im FIS Cup. Bei den Junioren-Weltmeisterschaften 2015 im kasachischen Almaty wurde er mit finnischen Mannschaft Achter.
Am 11. und 12. Dezember 2015 debütierte Nousiainen im norwegischen Rena im Skisprung-Continental-Cup und belegte dort die Plätze 52 und 62. Seitdem folgen regelmäßig weitere Wettbewerbsteilnahmen im Continental Cup. Bei den Junioren-Weltmeisterschaften 2016 im rumänischen Râșnov wurde er 29. im Einzelwettbewerb und Achter mit der Mannschaft.
Am 28. Januar 2017 gewann Nousiainen in Eau Claire, Wisconsin seinen ersten FIS-Cup-Wettbewerb. Bei den Junioren-Skiweltmeisterschaften 2017 in Park City, Utah erreichte Nousiainen im Einzelwettbewerb Platz 23. Im Teamwettbewerb belegte er zusammen mit Niko Kytösaho, Kalle Heikkinen und Andreas Alamommo den sechsten Platz.
Im März 2017 debütierte Nousiainen im Rahmen der Raw Air 2017 im Skisprung-Weltcup. Dabei startete er anstelle von Janne Ahonen bei den Wettbewerben in Trondheim und Vikersund, wobei er sein bestes Ergebnis mit einem 30. Platz beim Prolog von Trondheim erreichte. Beim Teamwettbewerb von Vikersund bildete er zusammen mit Ville Larinto, Antti Aalto und Jarkko Määttä die finnische Mannschaft, mit der er auf Platz zehn liegend nach dem ersten Durchgang ausschied. Am Ende belegte er Platz 71 in der Raw-Air-Gesamtwertung.
Am 2. April 2017 gewann Nousiainen bei den Finnischen Meisterschaften 2017 in Taivalkoski die Goldmedaille vor Ville Larinto und Antti Aalto.
Am 10. Dezember 2017 erreichte er beim Springen auf der Hochfirstschanze in Titisee-Neustadt erstmals den zweiten Durchgang bei einem Weltcupwettbewerb und dort als 25. seine sechs ersten Weltcuppunkte. Bei der Skiflug-Weltmeisterschaft 2018 in Oberstdorf wurde er im Einzel 35. und mit der finnischen Mannschaft im Mannschaftswettbewerb Achter. Im Februar 2018 nahm Nousiainen an den Olympischen Winterspielen in Pyeongchang teil. Er war Teil des fünfköpfigen finnischen Aufgebots und wurde nur für den Einzelwettbewerb auf der Normalschanze nominiert, den er auf dem 49. Platz beendete.
Am 19. August 2018 sprang er beim Continental-Cup-Springen im tschechischen Frenštát pod Radhoštěm auf den vierten Platz, womit er sein bisher bestes Ergebnis in dieser Serie erzielte. Bei den Weltmeisterschaften 2019 in Seefeld in Tirol belegte er in den Einzelwettbewerben von der Normalschanze den 42. und von der Großschanze den 48. Platz. Mit der finnischen Männermannschaft wurde er im Mannschaftsspringen Zehnter.
Beim Continental-Cup-Springen am 19. Dezember 2020 in Ruka sprang Nousiainen hinter Jan Hörl und Jakub Wolny erstmals aufs Podest. Zum Auftakt in den Sommer 2021 ging Nousiainen in Kuopio an den Start, wo innerhalb von drei Tagen zwei Springen im FIS Cup sowie weitere zwei im Continental Cup ausgetragen wurden. Nachdem er am zweiten Wettkampftag seinen zweiten FIS-Cup-Sieg seiner Karriere erringen konnte, sprang er auch im Continental Cup einmal zum Sieg.
Im Januar 2022 erreichte Nousiainen bei den Finnischen Meisterschaften den zweiten Platz hinter Antti Aalto. Seine bis dato beste Platzierung im Weltcup, ein 8. Platz, gelang ihm am 20. März 2022 beim Skiflug-Weltcup auf der Heini-Klopfer-Skiflugschanze in Oberstdorf.
Am 21. März 2024 zog sich Nousiainen beim Skifliegen in Planica eine Kreuzband- und Meniskusverletzung zu. Seinen ersten internationalen Wettbewerb nach der Verletzungspause bestritt er am 1. Februar 2025 im Continental Cup in Lillehammer und wurde dabei Achter. Zwei Wochen später sprang er bei seiner Weltcup-Rückkehr in Sapporo auf den 26. Platz.

## Erfolge

### Continental-Cup-Siege im Einzel
| Nr. | Datum         | Ort    | Typ         |
| --- | ------------- | ------ | ----------- |
| 1.  | 17. Juli 2021 | Kuopio | Großschanze |

## Statistik

### Weltcup-Platzierungen
| Saison  | Platz | Punkte |
| ------- | ----- | ------ |
| 2017/18 | 66.   | 06     |
| 2018/19 | 67.   | 04     |
| 2021/22 | 40.   | 65     |
| 2022/23 | 62.   | 15     |
| 2023/24 | 53.   | 24     |
| 2024/25 | 59.   | 07     |

### Vierschanzentournee-Platzierungen
| Jahr    | Platz | Punkte |
| ------- | ----- | ------ |
| 2021/22 | 63.   | 103,3  |
| 2023/24 | 40.   | 416,4  |

### Raw-Air-Platzierungen
| Jahr | Platz | Punkte |
| ---- | ----- | ------ |
| 2017 | 71.   | 0390,3 |
| 2019 | 52.   | 0661,7 |
| 2022 | 32.   | 0787,6 |
| 2023 | 42.   | 1069,7 |
| 2024 | 41.   | 0908,4 |
| 2025 | 42.   | 0400,1 |

### Grand-Prix-Platzierungen
| Saison | Platz | Punkte |
| ------ | ----- | ------ |
| 2017   | 70.   | 11     |
| 2019   | 64.   | 05     |
| 2022   | 43.   | 30     |

### Continental-Cup-Platzierungen
| Saison  | Sommer | Sommer | Winter | Winter | Gesamt | Gesamt |
| Saison  | Platz  | Punkte | Platz  | Punkte | Platz  | Punkte |
| ------- | ------ | ------ | ------ | ------ | ------ | ------ |
| 2015/16 | –      | –      | 100.   | 015    | 138.   | 015    |
| 2016/17 | 063.   | 037    | 065.   | 072    | 073.   | 109    |
| 2017/18 | 057.   | 042    | –      | –      | 100.   | 042    |
| 2018/19 | 041.   | 072    | 063.   | 075    | 062.   | 147    |
| 2019/20 | 121.   | 002    | 092.   | 013    | 131.   | 015    |
| 2020/21 | –      | –      | 022.   | 245    | 023.   | 245    |
| 2021/22 | 004.   | 311    | 043.   | 141    | 021.   | 452    |
| 2022/23 | –      | –      | 043.   | 096    | 053.   | 096    |